# Auguste Giroux
Auguste Giroux (Châteauneuf-sur-Loire, 29 luglio 1874 – Portel-des-Corbières, 9 agosto 1953) è stato un rugbista a 15 francese.

## Biografia
Partecipò alle Olimpiadi di Parigi del 1900 conquistando una medaglia d'oro nel rugby a 15 con la Union des Sociétés Français de Sports Athletiques, squadra rappresentante la Francia.
Nella sua carriera rugbista giocò per lo Stade Français con il quale vinse 6 campionati francesi.

## Palmarès
- Oro olimpico: 1

1900
- Campionati francesi: 6

Stade français: 1892-1893, 1893-1894, 1894-1895, 1896-1897, 1897-1898, 1900-1901